# Eine Hochzeit zum Verlieben
Eine Hochzeit zum Verlieben (The Wedding Singer) ist eine US-amerikanische Liebeskomödie von Frank Coraci aus dem Jahr 1998. Die Hauptrollen spielten Adam Sandler und Drew Barrymore.

## Handlung
Die Handlung spielt im Jahr 1985. Robbie Hart – der einst ehrgeizige Ziele verfolgte – ist nun ein Sänger, der auf Hochzeiten und Bar-Mitzwa-Feiern singt. Auf einer dieser Feiern lernt er Julia kennen. Robbie selbst steht kurz vor seiner eigenen Heirat mit Linda, die ihn jedoch am Tag der Hochzeit verlässt.
Nach diesem Ereignis ist Robbie deprimiert, was sich auch auf seine Arbeit niederschlägt. Die Hochzeitsfeiern, auf denen er singt, werden zum Albtraum für die frisch vermählten Paare, da Robbie die Gelegenheit nutzt, um seinem Frust öffentlich Luft zu machen. Auf einer der Hochzeiten hält er eine zynische Rede, worauf die Feier mit einer Prügelei endet. Julia tröstet Robbie und versucht, eine Partnerin für ihn zu finden. Doch dann verlieben die beiden sich ineinander, obwohl Julia hin- und hergerissen ist zwischen ihrem Verlobten Glenn, einem Macho, und dem schüchternen Hochzeitssänger Robbie.
Julia soll in Las Vegas ihren Freund Glenn heiraten. Robbie findet heraus, dass Glenn Julia bereits mehrmals betrogen hat und keineswegs vorhat, dies nach der Hochzeit zu unterlassen. Julia ist sich über ihre Gefühle nicht sicher, entschließt sich aber, Glenn in Las Vegas zu heiraten. Robbie fliegt mit demselben Flugzeug in der ersten Klasse, wo er Billy Idol kennenlernt und diesem seine Geschichte erzählt. Durch eine Flugbegleiterin, die sich über einen rüpelhaften Passagier beschwert, erfährt er, dass Glenn und Julia im selben Flugzeug sind. Billy Idol hilft Robbie, der inzwischen das Bordpersonal und einige Passagiere auf seiner Seite hat. Robbie singt ein Lied über seine Liebe zu Julia, das durch die Lautsprecher zu hören ist. Als Glenn mitbekommt, dass Robbie für Julia singt und ihn dann entdeckt, will er sich auf ihn stürzen, wird aber von  einem Steward, der ihm mit seinem Getränkewagen entgegenkommt, daran gehindert und von Billy Idol und einem Rocker und seinen Leuten überwältigt. Gerührt nimmt Julia Robbies Heiratsantrag an und sie küssen sich innig. Der Film endet mit der Hochzeit der beiden.

## Kritiken
Der Film erhielt überwiegend positive Kritiken und erreichte bei Rotten Tomatoes eine Bewertung von 72 %,basierend auf 69 Kritiken. Bei Metacritic konnte ein Metascore von 59, basierend auf 21 Kritiken, erzielt werden.
James Berardinelli schrieb in seinem Verriss in  ReelViews, die Komödie sei nicht lustig, nicht gut geschrieben, nicht unkonventionell und nicht herzlich. Adam Sandler wirke zwar überraschend liebenswert, aber zwischen den Hauptcharakteren entstehe keine Verbindung oder romantische Spannung.
Roger Ebert schrieb in der Chicago Sun-Times vom 13. Februar 1998, das Drehbuch wirke wie eine Zusammenarbeit von Jekyll und Hyde. Die Handlung wirke vertraut. Adam Sandler eigne sich nicht für eine Hauptrolle. Ebert lobte lediglich eine kleine Nebenrolle von Steve Buscemi.
Der Filmdienst lobte:  „Eine leichtgewichtige romantische Komödie auf den gewohnt verschlungenen Pfaden der Liebe, die durch ihre unbeschwerte Heiterkeit für sich einnimmt und durch gute Darsteller, skurrile Nebenfiguren und eine mitreißende Musik überzeugt.“
Die Filmzeitschrift Cinema zeigte sich ebenfalls begeistert und nennt den Film einen „amüsanten Nostalgie-Trip.“
Positive Kritik gab es auch von Seiten der TV Spielfilm: „Liebenswerte, nostalgische Musikromanze.“
filmcharts.ch schreibt euphorisch: „Frank Coraci inszenierte eine Komödie voller spritzigem Humor, herzergreifenden Szenen und mitreissenden Songs. Als Zuschauer mag man die beiden Hauptdarsteller Adam Sandler und Drew Barrymore auf Anhieb und fiebert mit ihnen mit. 'The Wedding Singer' - wochenlang der Box-Office-Hit in den USA - ist schräg, spritzig und charmant; eine Wohltat für unverbesserliche Romantiker, eine Medizin für heilungsbedürftige Beziehungszyniker.“
Der KulturSPIEGEL meint: „Ziemlich komisch, wenn es nicht so gräßlich wäre.“
TV Hören und Sehen schreibt: „Harmloser Teenager-Spaß! Mit rund 40 Songs aus den 80er Jahren und einem Auftritt von Billy Idol.“
TV Movie: „Ein 80er-Revival? Allen, die beim Gedanken an schultergepolsterte Sakkos, Lederschlipse und Poppertollen um Gnade winseln, sagen wir: ganz ruhig! Wenn der Film sich auch an 80er-Musik, -Mode und -Zeitgeist ergötzt und genüßlich durch neonbunten Kitsch schmust, steckt er doch voller Ironie: In einer Szene sagt Drew Barrymore, sie vertrage kein Alkohol, und spielt so auf ihre damals vielpublizierte Drogenkarriere an. Barrymore hegt keinen Groll für das "Ich-Jahrzehnt", die feiert es. Das können wir auch!“
Filmkritiker Kevin Thomas schrieb in der Los Angeles Times sehr euphorisch: „Eine glanzvolle Liebeskomödie, ein Film, der so anmutig und unprätentiös vorübergleitet, dass einem erst bei genauerem Nachdenken klar wird, wie viel Geschick, Sorgfalt und gutes Urteilsvermögen in die Entstehung geflossen sind.“

## Auszeichnungen
- Adam Sandler und Drew Barrymore gewannen 1998 für eine Kussszene den MTV Movie Award. Sie wurden in zwei weiteren Kategorien für den MTV Movie Award nominiert.
- Teddy Castellucci gewann 1998 den BMI Film Music Award.
- Adam Sandler und Drew Barrymore wurden 1999 für den American Comedy Award nominiert.
- Adam Sandler und Drew Barrymore gewannen 1999 den Kids’ Choice Award.
- Adam Sandler gewann 1999 den Blockbuster Entertainment Award, Drew Barrymore wurde für den gleichen Preis nominiert.
- Drew Barrymore wurde 1999 für den Chlotrudis Award nominiert.
- Der Film wurde 1999 für den Motion Picture Sound Editors Award nominiert.

## Hintergründe
Der Film wurde in Los Angeles gedreht. Seine Produktion kostete ungefähr 18 Millionen US-Dollar. Der Film spielte in den Kinos weltweit ca. 123,3 Millionen US-Dollar ein, darunter ca. 80,2 Millionen US-Dollar in den Kinos der USA.

## Musical
2006 wurde der Film als Musical umgesetzt. The Wedding Singer feierte am 27. April 2006 am New Yorker Broadway Premiere und wurde bis zum 31. Dezember 2006 gespielt. Die Musik stammt von Matthew Sklar, das Buch ist von Chad Beguelin und Tim Herlihy, der auch das Filmdrehbuch schrieb, und die Liedtexte stammen von Chad Beguelin. Weitere internationale Produktionen gab es unter anderem in Schweden, Japan, England und auf den Philippinen. Die deutschsprachige Erstaufführung fand am 15. Mai 2011 im Theater im Neukloster in Wiener Neustadt (Österreich) statt.
Die Deutschland-Premiere des Broadway-Musicals Eine Hochzeit zum Verlieben fand am 7. Juli 2012 auf der Waldbühne Kloster Oesede statt. In der Rolle des Robbie Hart agierte Yannik Gräf, Annika Wesselkamp verkörperte Julia Sullivan, Dominik Gerlach war als George zu sehen, Bernold Kamp trat in der Rolle des Sammy auf und Silke Röwekamp verkörperte Oma Rosie.